# ماکوتو تگوراموری
ماکوتو تگوراموری (انگلیسی: Makoto Teguramori؛ زادهٔ ۱۴ نوامبر ۱۹۶۷) بازیکن فوتبال اهل ژاپن است.
از باشگاه‌هایی که در آن بازی کرده‌است می‌توان به باشگاه فوتبال کاشیما آنتلرز اشاره کرد.